# Chaoilta celebensis
Chaoilta celebensis är en stekelart som först beskrevs av Günther Enderlein 1920.  Chaoilta celebensis ingår i släktet Chaoilta och familjen bracksteklar. Inga underarter finns listade i Catalogue of Life.